# Codex Mariendalensis
El Codex Mariendalensis es un manuscrito en pergamino conteniendo el poema de épica sobre Yolanda de Vianden. Se cree que es obra de Hermann von Veldenz, quien probablemente escribió la historia de la vida de Yolanda en 1290 después de su muerte ocurrida en 1283. La obra consiste en 5.963 versos rimados en un idioma que se parece al actual  luxemburgués, lo que le da una importante relevancia para el estudio de esta lengua.

## Historia
La épica de Hermann parece que se conservó en el monasterio de Marienthal durante más de cuatro siglos después de ser escrito. En 1655, el original fue copiado sobre papel por el jesuita belga Alexander von Wiltheim. Asimismo, Wiltheim escribió una vida de Yolanda en latín basándose en la obra de Hermann. En noviembre de 1999, el lingüista de Luxemburgo Guy Berg y Yasmin Krull descubrieron el códice original en el castillo de Ansemburg, ubicado a poca distancia del monasterio de Marienthal. El poema cuenta cómo la princesa Yolanda dejó las comodidades de su casa en el castillo de Vianden para unirse al Convento de Marienthal donde más tarde se convertiría en su abadesa.

## Compra por el estado de Luxemburgo
El Códice Mariendalensis junto con otros documentos que pertenecen a los señores de Ansemburg, fue adquirido por el estado de Luxemburgo en el año 2008 y ahora forma parte de las colecciones del Archivos Nacionales y de la Biblioteca Nacional de Luxemburgo.